# Amt Horst-Herzhorn
Het Amt Horst-Herzhorn is een Amt in de Duitse deelstaat Sleeswijk-Holstein. Het wordt gevormd door 12 gemeenten in de Kreis Steinburg. Het bestuur is gevstigd in Horst.

## Deelnemende gemeenten
| 1. Altenmoor 2. Blomesche Wildnis 3. Borsfleth 4. Engelbrechtsche Wildnis | 1. Herzhorn 2. Hohenfelde 3. Horst (Holstein) 4. Kiebitzreihe | 1. Kollmar 2. Krempdorf 3. Neuendorf b. Elmshorn 4. Sommerland |

## Geschiedenis

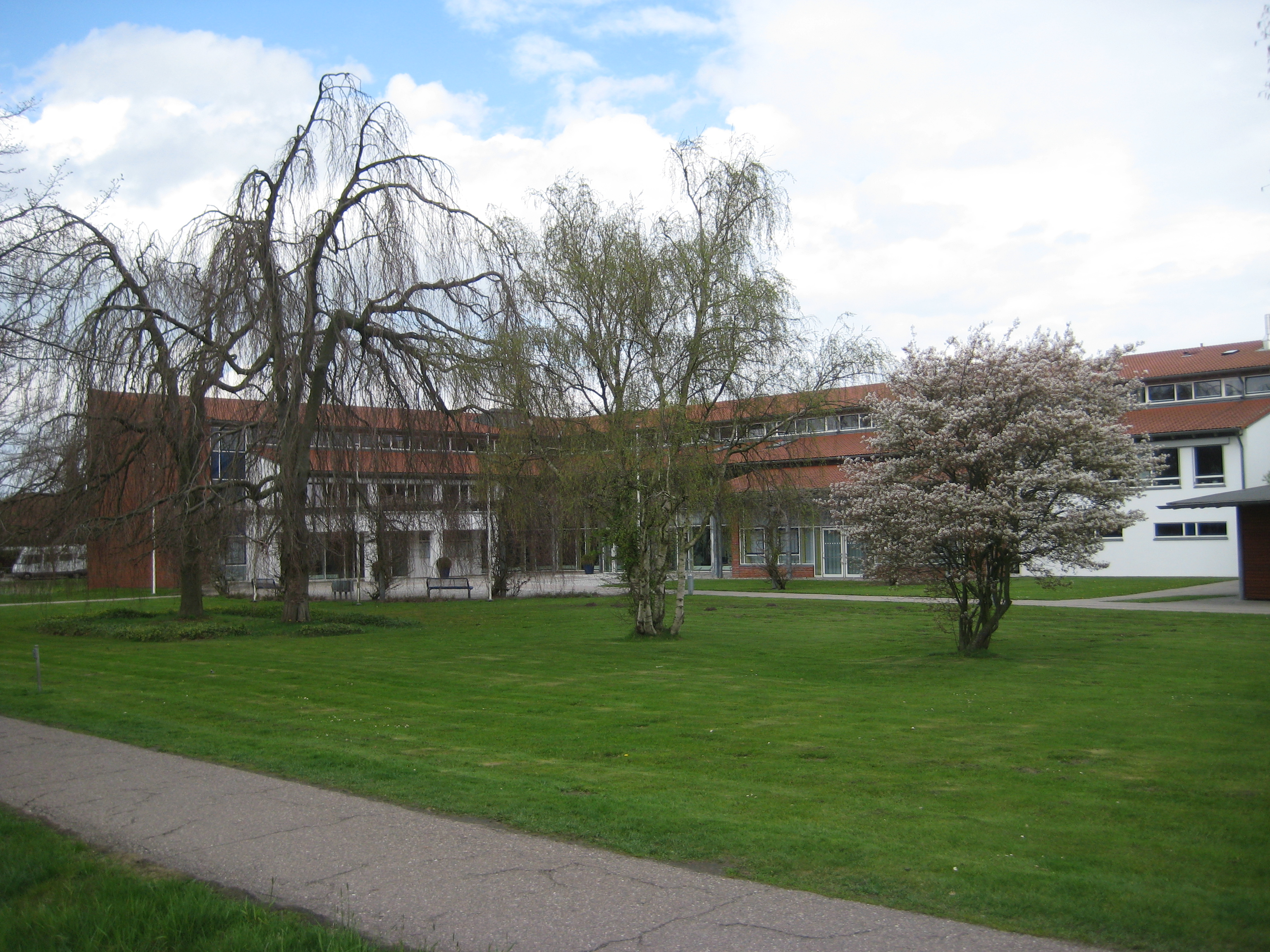
Gemeentehuis van het Amt in Horst

In 1889 werd na de annexatie door Pruisen in Sleeswijk-Holstein het Amt als bestuurslaag ingevoerd. De voormalige gemeenten hadden de keuze om zelfstandig als Amt verder te gaan, dan wel met omliggende gemeenten samen een Amt te vormen. Op het gebied van het huidige Amt Horst-Herzhorn" ontstonden zo in 1889 zes "Ämter".
- Amt Borsfleth, met de gemeenten Blomesche Wildnis, Borsfleth, Elskop, Krempdorf
- Amt Herzhorn, met de gemeenten Engelbrechtsche Wildnis, Herzhorn
- Amt Hohenfelde, enkel de gemeente Hohenfelde
- Amt Horst, de gemeente Horst
- Amt Kollmar, met de gemeenten Groß Kollmar, Klein Kollmar, Neuendorf b. Elmshorn
- Amt Süderau, met de gemeenten Altenmoor, Kiebitzreihe, Sommerland, Süderau

Deze indeling bleef bestaan tot na de Tweede Wereldoorlog.
In 1947 vormden Hohenfelde en Horst samen het nieuwe "Amt Horst" . In 1948 veranderde het "Amt Süderau" zijn naam in "Amt Sommerland". In 1963 vormden "Amt Borsfleth" en "Amt Herzhorn" samen het nieuwe "Amt Herzhorn".
In 1970 fuseerde "Amt Horst" en "Amt Sommerland" die de naam "Amt Horst" voerde. De gemeente Süderau, die tot het "Amt Sommerland" behoorde ging niet mee in de fusie en sloot zich aan bij het "Amt Krempermarsch".
In dezelfde periode fuseerde "Amt Herzhorn" met "Amt Kollmar" waarbij de naam "Amt Herzhorn" werd. Ook bij deze fusie ging een gemeente, Elskop, niet mee, ook deze gemeente sloot zich aan bij "Amt Krempermarsch".
In 1974 fuseerden de gemeenten Groß en Klein Kollmar tot de nieuwe gemeente Kollmar.
In 2008 vormden het "Amt Horst" en het "Amt Herzhorn" samen het huidige "Amt Horst-Herzhorn".